# Sowrastān
Sowrastān (persiska: سورستان) är en ort i Iran.   Den ligger i provinsen Khorasan, i den nordöstra delen av landet, 800 km öster om huvudstaden Teheran. Sowrastān ligger 1 658 meter över havet och antalet invånare är 766.
Terrängen runt Sowrastān är kuperad åt nordost, men åt sydväst är den platt.Runt Sowrastān är det ganska glesbefolkat, med 30 invånare per kvadratkilometer. Närmaste större samhälle är Kalāteh-ye Kāz̧em, 10,9 km sydväst om Sowrastān. Omgivningarna runt Sowrastān är i huvudsak ett öppet busklandskap.